# 에어 그린란드의 운항 노선
2020년 12월 기준으로 에어 그린란드는 다음과 같이 운항 하고 있다.

## 운항 노선
- 덴마크
  - 코펜하겐 - 코펜하겐 공항
- 그린란드
  - 아시아트 - 아시아트 공항
  - 일루리사트 - 일루리사트 공항
  - 캉얼루수아크 - 캉얼루수아크 공항 허브
  - 쿠루수크 - 쿠루수크 공항
  - 마니잇소크 - 마니잇소크 공항
  - 나흐사흐수악 - 나흐사흐수악 공항
  - 누크 - 누크 공항
  - 파미우트 - 파미우트 공항
  - 피투피크 - 피투피크 공항
  - 카나크 - 카나크 공항
  - 카르수트 - 카르수트 공항
  - 시시미우트 - 시시미우트 공항
  - 우펄나비크 - 우펄나비크 공항
- 아이슬란드
  - 레이캬비크 - 케플라비크 국제공항